# Catherine Martin
Catherine Martin (Lindfield, 26 gennaio 1965) è una scenografa, costumista e produttrice cinematografica australiana.

## Biografia
Nata nel Nuovo Galles del Sud in Australia, studia arti visive a Sydney, dove conosce ed inizia a collaborare con quello che sarà suo marito, Baz Luhrmann.
Nel 1993 vince due Premi BAFTA 1993 (costumi e scenografia) per Ballroom - Gara di ballo.
Nel 1997 riceve una nomination ai Premi Oscar 1997 per Romeo + Giulietta di William Shakespeare. Nel gennaio 1997 sposa Luhrmann, regista del film.
Nel 1998 grazie allo stesso film vince nuovamente il Premio BAFTA per la scenografia.
Nel 2002, grazie a Moulin Rouge! (2001), ottiene due Premi Oscar 2002, come migliori costumi e migliore scenografia (entrambi condivisi con Brigitte Broch). Riceve due nomination ai Premi BAFTA sempre nel 2002.
Nel 2008 lavora in Australia, per il quale riceve una nomination agli Oscar relativamente ai costumi.
Nel 2014 vince due Premi Oscar (migliore scenografia con Beverley Dunn e migliori costumi) per Il grande Gatsby (di cui è anche coproduttrice), film diretto da suo marito e interpretato da Leonardo DiCaprio. Inoltre si aggiudica, sempre per Il grande Gatsby, due Premi BAFTA 2014: anche qui trionfa nelle categorie miglior scenografia e migliori costumi.

## Filmografia

### Costumista

#### Cinema
- Out of the Body, regia di Brian Trenchard-Smith (1998)
- Ballroom - Gara di ballo (Strictly Ballroom), regia di Baz Luhrmann (1992)
- Moulin Rouge!, regia di Baz Luhrmann (2001)
- Australia, regia di Baz Luhrmann (2008)
- Il grande Gatsby (The Great Gatsby), regia di Baz Luhrmann (2013)
- Elvis, regia di Baz Luhrmann (2022)

#### Televisione
- Great Performances – serie TV, 1 episodio (1994)

### Scenografa
- Ballroom - Gara di ballo (Strictly Ballroom), regia di Baz Luhrmann (1992)
- Romeo + Giulietta di William Shakespeare, regia di Baz Luhrmann (1996)
- Moulin Rouge!, regia di Baz Luhrmann (2001)
- Australia, regia di Baz Luhrmann (2008)
- Il grande Gatsby (The Great Gatsby), regia di Baz Luhrmann (2013)
- Elvis, regia di Baz Luhrmann (2022)

### Produttrice

#### Cinema
- Ballroom - Gara di ballo (Strictly Ballroom), regia di Baz Luhrmann (1992)
- Moulin Rouge!, regia di Baz Luhrmann (2001)
- Australia, regia di Baz Luhrmann (2008) – co-produttrice
- Il grande Gatsby (The Great Gatsby), regia di Baz Luhrmann (2013)
- Elvis, regia di Baz Luhrmann (2022)

#### Televisione
- The Get Down – serie TV, 11 episodi (2016-2017)

## Riconoscimenti
- Premio Oscar
  - 1997 – Candidatura per la migliore scenografia per Romeo + Giulietta di William Shakespeare
  - 2002 – Migliori costumi per Moulin Rouge!
  - 2002 – Migliore scenografia per Moulin Rouge!
  - 2009 – Candidatura per i migliori costumi per Australia
  - 2014 – Migliori costumi per Il grande Gatsby
  - 2014 – Migliore scenografia per Il grande Gatsby
  - 2023 - Candidatura al miglior film per Elvis
  - 2023 - Candidatura alla miglior scenografia per Elvis
  - 2023 - Candidatura ai migliori costumi per Elvis

- British Academy Film Awards
  - 1993 – Migliori costumi per Ballroom - Gara di ballo
  - 1993 – Migliore scenografia per Ballroom – Gara di ballo
  - 1998 – Migliori costumi per Romeo + Giulietta di William Shakespeare
  - 2002 – Candidatura per la migliore scenografia per Moulin Rouge!
  - 2002 – Candidatura per i migliori costumi per Moulin Rouge!
  - 2014 – Migliori costumi per Il grande Gatsby
  - 2014 – Miglior scenografia per Il grande Gatsby
  - 2023 - Candidatura al miglior film per Elvis
  - 2023 – Migliori costumi per Elvis
  - 2023 – Candidatura per la migliore scenografia per Elvis